# パラサイト 半地下の家族
『パラサイト 半地下の家族』（パラサイト はんちかのかぞく、朝: 기생충、寄生蟲、英: Parasite）は、2019年の韓国のブラック・コメディスリラー映画。監督はポン・ジュノ、脚本はジュノとハン・ジンウォンが務め、ソン・ガンホ、イ・ソンギュン、チョ・ヨジョン、チェ・ウシク、パク・ソダムらが出演する。カラー、シネマスコープ。
第72回カンヌ国際映画祭では韓国映画初となるパルム・ドールの受賞を果たした。第92回アカデミー賞では作品賞を含む6部門にノミネートされ、作品賞、監督賞、脚本賞、国際長編映画賞の最多4部門を受賞した。非英語作品（英: Foreign-Language Film）の作品賞受賞は史上初めてのことである。また、アカデミー作品賞とカンヌの最高賞を同時に受賞した作品は『マーティ』（1955年）以来、65年ぶりとなった。2020年、スティーヴン・ジェイ・シュナイダーの『死ぬまでに観たい映画1001本』に掲載された。

## あらすじ
父ギテク、母チュンスク、息子ギウ、娘ギジョンのキム家の4人は、狭く薄汚れた半地下のアパートに住んでいた。全員失業中で、近隣のパスワードの掛かっていないWi-Fiを使ったり、近所のピザ屋の宅配箱を組み立てる低賃金の内職をしてなんとか生活していた。ある日、ギウの友人で名門大学に通う青年ミニョクが訪れ、富をもたらす山水景石という岩を手渡す。ミニョクは、自分が留学する間パク家の女子高生ダヘの英語の家庭教師をやらないかとギウに提案する。浪人中のギウは教える資格がないとためらうが、高い報酬のこともあり仕事を受けることを決意した。ギジョンに名門大学の入学証書を偽造してもらうと、ギウはケビンという大学生のふりをして高台の高級住宅地を訪れ、家政婦のムングァンに迎えられる。立派な邸宅は、もともと有名な建築家が自ら建築し住んでいたのだという。パク夫人も授業の様子を観察する中、物怖じしない態度でダヘの授業を終えたギウはパク夫人の信頼を得、英語の家庭教師の仕事が正式に決まる。帰り際、壁に息子ダソンの描いた絵が飾ってあることに目をつけたギウはパク夫人が絵の家庭教師を探していることを聞き出す。ギウは一人思い当たる人物がいる、とパク夫人に言う。
後日、ギウの大学の後輩を装ってギジョンがジェシカとしてパク家を訪れる。人の良いパク夫人は疑うことを知らず、権威にも弱かった。インターネットで調べた専門用語を使って達者に話すギジョンはすっかりパク夫人に信用され、ダソンに絵を教える先生として雇われる。その夜、仕事を終えたパク氏が帰ってきた。パク氏は夜道を女性ひとりで歩かせるわけにはいかないと、運転手にギジョンを送るよう言う。その車中、運転手はしつこく家まで送ると言うが、家を知られるわけにはいかないギジョンは断る。ギジョンは策略を巡らせこっそりとパンティーを脱ぎ、助手席の下に下着を押し込んだ。翌日車からパンティーを発見したパク氏は運転手が自身の車をコカイン漬けのカーセックスに使ったと考え解雇する。運転手がいなくなり困っているパク家に、ギジョンは親戚に良い運転手がいると言う。こうして、父ギテクも、パク家に運転手として雇われた。
パク家に仕える家政婦のムングァンは建築家の代からこの家で家政婦をやっており、食事を2人前食べる以外は欠点らしい欠点がない。ムングァンがひどい桃アレルギーだと知ったギウは家族と策略を巡らせ、ムングァンに桃の表皮の粉末を浴びせる。ギテクはパク夫人に韓国で結核が流行しているという話と、ムングァンを病院で見かけたという話を吹き込む。アレルギーで咳き込むムングァンやソースによって血のついたように偽装されたティッシュを見せられたパク夫人はムングァンが結核患者だと確信し、解雇する。新しい家政婦は必要だが誰でも良いわけではなく困っているパク氏に、ギテクはパク家に雇われる前にスカウトの話があったという架空の高級人材派遣会社の名刺を渡す。名刺の連絡先はギジョンのガラケーにつながり、シナリオ通り年収の証明などの煩雑な手続きをアナウンスし信用を高めて送り込まれた母チュンスクは、パク家に新しい家政婦として雇われることになる。こうして、キム家の4人は全員が家族であることを隠しながら、パク家への就職に成功した。ただ一人、息子ダソンだけが、同時期に就職してきた4人が同じにおいをしていることに気づいた。
ダソンの誕生日、パク一家はキャンプに出発する。留守はチュンスクに任された。キム家の4人は大豪邸で自分の家のように振る舞い、パク氏の洋酒を飲み、ふざけあいながら贅沢を楽しむ。ギウは、恋仲になったダヘと将来結婚する夢を語る。激しい雷雨となった夜、インターホンが鳴った。来訪者は解雇されたムングァンで、地下に忘れ物があるから家に入れてほしいと言ってきた。他の3人は隠れ、チュンスクは仕方なくムングァンを家に入れる。ムングァンが隠し扉を開くと、地下室にはムングァンの夫のグンセがいた。韓国の富裕層は北朝鮮のミサイルや借金取りから逃れるための地下室を作ることがあるというが、建築家のあとに入居したパク家は地下室の存在を知らなかった。それをいいことに、ムングァンは夫を借金取りから隠すためにこっそりと地下室に住まわせていたのだ。ムングァンがチュンスクに夫婦の秘密を守って欲しいと懇願していると、隠れて盗み聞きしていた3人が足を滑らせて出てきてしまう。ムングァンはとっさに自身のスマートホンでキム一家が足を滑らせた後の言動や会話を動画撮影する。ムングァンは、キム一家が家族でありパク一家を今まで欺いてきたことを、撮影した動画をカカオトークでパク夫人に動画を送信することで暴露すると脅す。
不幸にも地下室には電波が届いていた。キム一家とグンセ・ムングァン夫妻がスマートホンの取り合いで揉み合いになっているところに、パク夫人から電話がかかってくる。大雨でキャンプは中止になったのだ。間も無く帰宅することをチュンスクに知らせるとキム一家はグンセとムングァンを地下室に押し込み、手足を縛り上げ、慌ててパク家で勝手に振る舞っていた証拠を隠蔽。チュンスクはパク夫人に頼まれたジャージャーラーメン作りをする。ムングァンが再び地下室から出てこようとするも、チュンスクによって階段から突き落とされ、脳震盪を起こす。グンセは地下にある家の照明のスイッチを押し、カブスカウトで覚えたモールス符号で助けを求めるも、メッセージはダソンにしか理解されず状況は変わらなかった。
パク一家が戻ると、3人は再び身を隠す。庭にテントを張ってキャンプを続けるダソンを見守りつつパク氏は3人のすぐそばで運転手のギテクの体臭がキツいと軽口を叩く。夜更けにパク氏は妻の乳房を揉みしだく。妻は近くに息子がいることから抵抗するが、乳首や股間をまさぐられると観念し、快楽に身を委ねた。キム家の3人は、パク家が寝落ちした隙を突いて豪邸から逃げ出すことに成功したが、ギジョンは計画外の連続に混乱する。ギテクはなだめるように自分に「計画」があると話した。半地下のアパートに戻ると、自宅は大雨で溢れた下水で浸水している。3人は避難所となった体育館で一晩を明かした。寝床で「計画」の詳細についてギウが聞くと、ギテクは「計画というのは無計画だ。計画があるから予定外のことが起こる。計画しなければ予定外のこともない」と話す。これを聞いたギウは、無謀な計画を考案したことをギテクに謝罪し責任をとると発言した。
翌日、パク一家はダソンの誕生日パーティーを開くことを決め、ギテクとギウとギジョンの3人も招待されることになった。パク夫人は買い出しに出掛けるが、運転中のギテクは夫人の「大雨のおかげで最高の天気になった」という無神経な発言や、水害でさらに悪化したギテクの体臭に顔をしかめる行為に苛立ちを募らせていく。庭で大騒ぎする群衆をよそに、閉じ込めたままのグンセとムングァン夫妻が気がかりなチュンスクとギジョンは和解の道を探るために食料を持っていこうとするが邪魔が入る。入れ替わりにギウは山水景石を持って地下室を訪れるがギウは岩を落としてしまい、逆にグンセに殺されそうになる。なんとか地下室を脱出するギウであったが、地下室を出たところでついにグンセに追いつかれ、岩で頭を殴られて意識を失う。その後、グンセはキッチンで包丁を手に取ると、パーティーに乱入し、ギジョンを刺す。「幽霊」のグンセを見たダソンは失神してしまう。ギテクがギジョンを助けようと急いでいると、パクはダソンを病院に連れて行くと運転手のギテクに叫ぶ。ギテクは彼に車のキーを投げるが、キーは揉み合っているチュンスクとグンセの下に落ちてしまう。チュンスクは斬りつけられながらもなんとか肉串でグンセを刺し殺す。パク氏は車のキーを取り戻すが、グンセの酷い体臭に思わず後ずさる。その反応を見たギテクは、衝動的にパクを刺し殺してしまう。
数週間後、ギウは昏睡状態から目覚めた。チュンスクとともに文書偽造と住居侵入の罪で裁判にかけられたが、執行猶予付きの判決を得たため収監されることはなかった。刺された妹のギジョンは死亡し、ロッカー式納骨堂に納骨された。一方、パクを殺したギテクは騒動後行方不明になっていた。ギウは山に登り、かつて働いていた大豪邸を見下ろす。そこで家の電灯がモールス符号の明滅をしていることに気づく。モールス信号は父からの手紙だった。ギテクは事件後に逃亡が不可能であることを悟り、ずっとあの地下室に潜んでいたのだ。手紙によると、事故物件のためパク家が去った後しばらくは空き家だったが、今は何も知らない外国人が入居しており、ギテクは家から食べ物を盗みながら地下室での孤独な生活を続けるつもりだという。ギウは、いつの日か邸宅を購入して父親を解放するという「計画」を立て、必要な金を稼ぐことを誓う。

## 登場人物・キャスト

### キム家
キム・ギテク
演 - ソン・ガンホ
半地下住宅に暮らす全員失業中の一家の主。妻に頭が上がらないが、楽天的かつ温厚で一見はストレスとは無縁な性格に見える。飲食業や駐車係など、これまでに様々な職業を経験しているが、どれも長くは続いていない。
キム・ギウ
演 - チェ・ウシク
ギテクの息子。学費面の問題から大学受験で浪人を重ねている。やや弱気気味の好青年に見えるが、口が上手く要領が良い面もある。友人のミニョクからの紹介で、パク家の娘ダヘの家庭教師を務めることになる。
キム・ギジョン
演 - パク・ソダム
ギテクの娘。短気で口が悪い。美大を目指す浪人生で、公文書を完全に偽造してみせるなどパソコン操作とデザインの技術がある。兄同様、咄嗟の判断で機転を利かせた行動をとる。
チュンスク
演 - チャン・ヘジン
ギテクの妻。元ハンマー投げのメダリスト。男勝りでがさつな面もあるが、家事の能力は高く、行動力があり頭の回転も早い。

### パク家
パク・ドンイク
演 - イ・ソンギュン
高台の大豪邸に暮らすIT企業の社長。一見、神経質そうに見えるが、他者の欠点を直接論う事はしない寛容な性格の人物。
ヨンギョ
演 - チョ・ヨジョン
パクの妻。美人でやや天然気味な性格で騙されやすく能天気。海外かぶれなのか、外国の高級な製品を好み、会話の最中に唐突にオーバーな発音の英語を挟む独特な話し方をする。ミニョク曰く「ヤング・アンド・シンプル」。
パク・ダヘ
演 - チョン・ジソ
パクの娘。高校2年生で受験勉強中。授業を受けるうちにギウに好意を寄せるが、ギウの前の講師からも好意を持たれるなど小悪魔的な一面も持つ。数年前から、ダソンの奇行が演技であることを見抜いており、両親がダソンばかり贔屓することに不満を持つ。
パク・ダソン
演 - チョン・ヒョンジュン
パクの息子。幼く落ち着きが無い。ヨンギョには芸術的才能を見込まれている。マイブームはインディアン（アメリカ先住民）ごっこで、普段は子供らしく自由奔放にはしゃいでいるが、人の目がない場所では暗い表情で周囲を俯瞰する。
ムングァン
演 - イ・ジョンウン
パク家の家政婦。パク一家が入居する以前から家政婦として働いている。料理上手で、ドンイクから「大食らいな所が玉に瑕だが、逆に言えばそれぐらいしか欠点がない」と家政婦としての能力を高く評価されている。

### その他
オ・グンセ
演 - パク・ミョンフン
ムングァンの夫。パク一家が入居する前から地下に4年3か月17日住んでいる。
ミニョク
演 - パク・ソジュン（特別出演）
ギウの友人。名門大学に通うダヘの元家庭教師。兼ねてからダヘに好意を持っており、自身の留学中、後任者がダヘに手を出すことを恐れ、友人のギウに家庭教師を依頼した。祖父は士官候補生だった。

## スタッフ
- 監督：ポン・ジュノ
- 脚本：ポン・ジュノ、ハン・ジンウォン
- エグゼクティブ・プロデューサー：ミキー・リー
- プロデューサー：クァク・シネ、ムン・ヤングォン、ポン・ジュノ、チャン・ヨンファン
- 撮影監督：ホン・ギョンピョ
- プロダクション・デザイナー（美術監督）：イ・ハジュン
- 衣装：チェ・セヨン
- ヘアメイク：キム・ソヨン
- 音楽：チョン・ジェイル（朝鮮語版）
- 編集：ヤン・ジンモ（朝鮮語版）
- 視覚効果：ホン・ジョンホ
- デジタル色補正：カン・サンウ
- サウンド：チェ・テヨン
- 同時録音：ウン・ヒス
- 照明：キム・チャンホ
- 提供・配給（韓国）：CJエンタテインメント
- 製作会社：パルンソンE&A（朝鮮語版）
- 配給（日本）：ビターズ・エンド
- 字幕（日本）：根本理恵

## 日本語吹替
| 役名           | 俳優                   | 日本語吹替                              | 日本語吹替                                                  | 日本語吹替                                                    |
| 役名           | 俳優                   | ソフト版                                | 日本テレビ版                                                | BSテレ東版                                                    |
| -------------- | ---------------------- | --------------------------------------- | ----------------------------------------------------------- | ------------------------------------------------------------- |
| キム・ギテク   | ソン・ガンホ           | 山路和弘                                | 山路和弘                                                    | 山路和弘                                                      |
| キム・ギウ     | チェ・ウシク           | 柳田淳一                                | 神木隆之介                                                  | 内山昂輝                                                      |
| キム・ギジョン | パク・ソダム           | 味里                                    | 近藤唯                                                      | 近藤唯                                                        |
| チュンスク     | チャン・ヘジン         | 今泉葉子                                | 津田真澄                                                    | 津田真澄                                                      |
| パク・ドンイク | イ・ソンギュン         | 堀川仁                                  | 東地宏樹                                                    | 東地宏樹                                                      |
| ヨンギョ       | チョ・ヨジョン         | 折笠富美子                              | 恒松あゆみ                                                  | 恒松あゆみ                                                    |
| パク・ダヘ     | チョン・ジソ           | 松本沙羅                                | 早見沙織                                                    | 早見沙織                                                      |
| パク・ダソン   | チョン・ヒョンジュン   | 松本沙羅                                | 小林由美子                                                  | 小林由美子                                                    |
| ムングァン     | イ・ジョンウン         | 斉藤こず恵                              | 田村聖子                                                    | 田村聖子                                                      |
| オ・グンセ     | パク・ミョンフン       | 早川毅                                  | ふくまつ進紗                                                | ふくまつ進紗                                                  |
| ミニョク       | パク・ソジュン         | 峰晃弘                                  | 花輪英司                                                    | 花輪英司                                                      |
| ユン           | パク・クンノク         | 山本兼平                                | 赤坂柾之                                                    | 赤坂柾之                                                      |
| 隣人           | チョン・イクハン       | 阪本浩之                                |                                                             |                                                               |
| ピザ屋店長     | チョン・イソ           |                                         | 櫻庭有紗                                                    | 櫻庭有紗                                                      |
| ピザ屋店員     | ジェイ・ミヨン・ジョー |                                         | 福西勝也                                                    | 福西勝也                                                      |
| 医師           | コ・クワンジェイ       |                                         | 上田燿司                                                    | 上田燿司                                                      |
| 裁判官の声     | クァク・シネ           |                                         | 村田遥                                                      | 村田遥                                                        |
| その他         | N/A                    |                                         | 中村慈 小若和郁那 木内太郎 時永ヨウ                         | 中村慈 小若和郁那 木内太郎 時永ヨウ                           |
|                |                        |                                         |                                                             |                                                               |
| 演出           | 演出                   | 市来満                                  | 安江誠                                                      | 安江誠                                                        |
| 翻訳           | 翻訳                   | 藤原恵子                                | 朴理恵                                                      | 朴理恵                                                        |
| 調整           | 調整                   |                                         | 村越直                                                      | 村越直                                                        |
| 効果           | 効果                   | N/A                                     | 桜井俊哉                                                    | 桜井俊哉                                                      |
| 制作           | 制作                   | EARLY WING                              | グロービジョン                                              | グロービジョン                                                |
| 初回放送       |                        | 2020年11月8日 WOWOWプライム 10:10-12:30 | 2021年1月8日 『金曜ロードSHOW!』 21:00-23:34 本編ノーカット | 2021年9月26日 『シネマスペシャル』 19:00-21:55 本編ノーカット |

## 製作

### 企画
『パラサイト 半地下の家族』のアイデアは2013年から始まった。本作の監督・脚本のポン・ジュノは、映画『スノーピアサー』を製作中に、家族を題材にした金持ちと貧しい者の話を思い付く。ポン自身が20代前半の頃にソウルで裕福な家庭の息子の家庭教師をしており、自身の経験を舞台製作に置き換えることを構想。2015年4月、本作の製作会社であるパルンソンの代表で映画プロデューサーのクァク・シネに映画のアイデアを話し、『デカルコマニー』という仮題を付けたA4用紙15ページ分のプロットを渡した。映画『オクジャ/okja』を完成させた後の2017年9月中旬から、ポンは頭の中に隠しておいたアイテムを脚本にし始める。その1か月前から既に話の構成は完成しており、約3か月で作業を終わらせ、同年末にクァク代表に伝えた。ハン・ジンウォンが共同脚本家として合流した。
本作において垂直構造で階層間の葛藤が描かれていることについて、ポンは「『パラサイト 半地下の家族』のほとんどの事件は家の中で起きていて、その家は垂直に造られており、それぞれの空間は階段で繋がっている。私たち自身もこの映画を『ケダンシネマ（階段シネマ）』とか『ケダンヨンファ（階段映画）』と呼んでいる。各々最も好きな階段のシーンを挙げる遊びもした」と明らかにした。また、映画監督のキム・ギヨンから最も大きなインスピレーションを受けたと語り、「キム・ギヨン監督の映画『下女』や『虫女』の階段のイメージを持ってきた。キム・ギヨン監督の階段から気勢をもらおうとした」とも言及している。丘の上に建つ豪邸という設定については、黒澤明の『天国と地獄』からインスピレーションを得たとも語っている。

### キャスティング
ポン・ジュノは、自身の監督作である『殺人の追憶』、『グエムル-漢江の怪物-』、『スノーピアサー』で協働した俳優ソン・ガンホに厚い信頼を寄せており、2017年4月までにソンの出演が確定。2018年1月から他の俳優たちのキャスティングに突入し、チェ・ウシク、イ・ソンギュン、チョ・ヨジョン、パク・ソダム、イ・ジョンウン、パク・ミョンフン、チャン・ヘジンなどが合流した。

### 撮影
撮影は2018年5月18日には始まり、主要な撮影は約77日かかり、同年9月19日に終了した。ソウル特別市と全州市が撮影場所となった。本作の美術監督であるイ・ハジュンは、自身が大学生の時に暮らしていた半地下を思い出しながら美術を構想。半地下のセットは実際の大きさで製作され、微細な小道具や壁に染み付いた垢、半地下の臭いまでも再現した。メインの撮影地となった大邸宅は、国内外の有名建築家の作品を参考にして全州市と安城市に建てられた。社会の両極化を視角化した豪邸と半地下のセットはとりわけ称賛されたが、カンヌ国際映画祭コンペティション部門審査員長の映画監督アレハンドロ・ゴンザレス・イニャリトゥは、閉幕晩餐会でポン・ジュノに「ロケーションがとても良い」と話し、それらが全てセットだと知って非常に驚いたという。
撮影監督として、ポンの監督作『母なる証明』や『スノーピアサー』でも撮影監督を務めたホン・ギョンピョも合流。実際に照明を決定する際、ホンはポンから色についての具体的な要望を受け、精巧な間接照明と白熱電球の温かみを要請されたという。ポンとホンはセットを造る前に太陽の動きを確認するために何度も候補地を訪問し、セットの位置を共に決めた。
編集監督のヤン・ジンモによると、ポンは伝統的な撮影技法であるカバレッジ（複数台のカメラ、アングルで同時に撮影した中から最善のものを採用する技法）なしで映画を撮影することを決定。制限されたショットでより多くの編集オプションを提供するために、時には同じショットの異なるテイクを共にステッチしたという。

### 「パラサイト」の意味について
ポン・ジュノは『パラサイト 半地下の家族』ホームビデオ発売に際した2020年の質疑応答の中で、この映画のタイトルには2重の意味があると明かした。韓国では“寄生虫”という言葉には、非常に現実的で否定的な意味合いがあるため、映画のマーケティング・チームはタイトルに用いるにあたって、かなり躊躇していたという。そして本作の2つの家族のどちらかを指す、比喩的な二重の意味を持っているため、いくつかの異なる方法で受け止められる可能性があることを説明した。「この物語は、貧しい生活を送る一家が裕福な家庭に侵入する内容なので、寄生虫が貧しいキム家側を指していることは明らかです。マーケティング・チームが少し躊躇したのは、貧しき人を寄生虫と呼んだためだと思います。しかし逆に見れば、裕福なパク家の人々も労働の面で寄生虫であると言えます。彼らは皿洗いさえできず、自分の車を自分で運転することもしないので、貧しい家族の労働力を吸い上げて生きています。つまり、この映画の家族はどちらも寄生虫なんです」。

### ラストシーンの解釈
映画の結末は、脚本を書いている最中にポン監督が思いついた2つ目の閃きだった（閃きの1つ目は、パク家の地下に第3の家族が隠れて住んでいるというアイデア）。ポンはバンクーバーの横断歩道で待っていた時、血みどろのクライマックス後に、この物語をどう終わらせるかを突然思いついた。父親ギテクは、警察が決して探すことがないであろう屋敷の地下室に隠れる。パク一家は豪邸から出て行き、代わりに新たな家族が入居する。細かい点は変わったかもしれないが、それぞれの立場は変わらない。階上には裕福な者が住み、階下には貧しい者が住む。
緑の美しい芝生の上で父と息子が抱き合う幻想的なシーンのあと、「いつか助け出す日まで待っていて欲しい」という手紙を書く息子ギウのショットで物語は終わる。ロサンゼルスで本作のラストシーンに関するインタビューを受けたポンは「あれは確実な必殺技なのです」と答えた。ポンは韓国語の「확인사살」というフレーズを使ったが、これは銃撃した相手が間違いなく死んだことを確認するために、遺体に向かって再度発砲する“Surefire Kill＝確認射殺”の意味合いがある。「親子が抱き合ってフェードアウトするところで終われば、観客は“ああ、息子があの家を買うのは無理だろう”と想像できるかも知れませんが、更にカメラは暗い半地下の家に降りて行きます。それはかなり残酷なことですが、その方が観客に対しては現実的で正直だと思いました。あなたも私も、この映画を観る人々は皆、貧しいギウが豪邸を買うことは絶対に不可能だと知っている。でも率直な描き方こそがこの映画にふさわしいと思ったのです」。
映画の結末について何か解釈はあるか？ という質問に対し、ポンは「なかなか言いにくいことですが」と前置きした上で、「結末については私自身の考えがあります」と明かした。「今回の結末は正直でありたかったんです。偽りの希望を抱かせたり、変に希望があるふりはしたくなかった。悲しいことですが、フィルターをかけない形で現実を見せたかったのです」と語り、ギウが父を助け出す未来はないことを示唆している。

### 製作費を出資した日本企業
- テレビ東京[33]
- バップ
- ビターズ・エンド[34]
- 巖本金属[35]
- クオラス[36]
- 朝日新聞社
- Filmarks[37]

## 公開
2019年4月8日、配給会社は5月末に公開日を設定し、そこに向けてポスターと予告編を公開した。
同年同月19日、本作が第72回カンヌ国際映画祭のコンペティション部門にノミネートされたと発表された。ポン・ジュノ監督作としては、『グエムル-漢江の怪物-』(監督週間)、『TOKYO!』(ある視点)、『母なる証明』(ある視点)、『オクジャ/okja』(コンペ)に続き、5度目のカンヌでの上映となった。また、ソン・ガンホ出演作としては『グエムル-漢江の怪物-』、『シークレット・サンシャイン』(コンペ)、『グッド・バッド・ウィアード』(特別招待)、『渇き』(コンペ)に続き、5度目の上映となった。また、チェ・ウシク出演作としては『新感染 ファイナル・エクスプレス』(特別招待)、『オクジャ/okja』に続き、3度目の上映となった。
同年同月29日、カンヌのコンペ入りを受け、ソウル市内のホテルで会見が行われた。この会見にはポン・ジュノ監督、出演のソン・ガンホ、イ・ソンギュン、チョ・ヨジョン、チェ・ウシク、パク・ソダム、チャン・ヘジンらが参加した。この席で監督は「おそらく、海外の観客はこの作品を100%理解することはできないだろう。この作品はあまりにも韓国的で、韓国の観客が見てようやく理解できるディティールが散りばめられている。」と語った。
本作は2019年5月21日の第72回カンヌ国際映画祭で世界初上映され、同年5月30日に韓国で公開された 。
ネオンはアメリカン・フィルム・マーケットで、本作の北米配給権を獲得した。本作の配給権はドイツ語圏 (コーク・フィルムズ)、フランス語圏 (ジョーカー・フィルムズ)、日本 (ビターズ・エンド)にも売られた。

### 中国青海省での上映中止
本作は2019年7月28日、中国青海省の省都・西寧市で開催された「西寧ファースト青年映画祭」の閉幕式で上映される予定であったが、7月27日午後に突如「技術的な理由」による上映中止となった。本作の内容が中国当局の検閲で問題視された可能性が高いと見られる。

### モノクロ版の制作と公開
『パラサイト』のモノクロ版は2020年1月にロッテルダム国際映画祭で世界初公開され、同月にロサンゼルスやニューヨークなど、米国のいくつかの都市の映画館で劇場公開された。モノクロ版は、F・W・ムルナウが監督した1922年の映画『吸血鬼ノスフェラトゥ』にインスピレーションを受けたポンと、本作の撮影監督ホン・ギョンピョの手によって2019年のカンヌ国際映画祭の出品よりも前に制作されており、ポンはいつかこのバージョンを公開したいという意欲を抱いていた。公開にあたってポン監督は以下のようにコメントを発表した。「『パラサイト』モノクロ版を大画面で上映できることを、とても嬉しく思います。同じ映画をモノクロで見直すことで、鑑賞体験がどのように変わるのかは興味深いでしょう。私は既に2回観ましたが、この映画が寓話のように感じられ、何だか昔の作品を観ているかのような錯覚に捕らわれました。観客の皆さんがカラー版の鑑賞体験と比較し、モノクロ版の独自の楽しみ方を見つけてくれることを願っています」。

### 日本での公開
日本では2019年12月27日にTOHOシネマズ日比谷とTOHOシネマズ梅田の2館で先行上映された後に、2020年1月10日に公開され、当初の公開規模は131スクリーンでの公開で初週末の観客動員数は5位だった。その後、アカデミー賞での受賞効果で公開規模が275スクリーンまで拡大し、受賞直後の週末ランキングでは初めて1位となり、3週連続で1位を保った。最終興収は47.4億円を記録。日本国内で公開された韓国映画では2005年に公開された『私の頭の中の消しゴム』(30.0億円)以来となる最高記録を更新し、2020年内に公開された洋画の中では最高興収を記録した。
日本での宣伝においては、ポン・ジュノ監督が2019年11月7日の国内最速試写会、12月26日 - 27日の来日記者会見とTOHOシネマズ六本木ヒルズでの舞台挨拶、2020年2月23日 - 2月24日のアカデミー賞受賞後の日本記者クラブでの記者会見とTOHOシネマズ六本木ヒルズでの舞台挨拶の計3回の来日を果たした。
また日本では、前述のモノクロ版が『パラサイト 半地下の家族　モノクロVer.』の邦題で2020年6月5日より公開され、6月12日よりオリジナルカラーのIMAX版も上映された。

## 評価

### 批評家のレビュー
本作は批評家から絶賛されている。Rotten Tomatoesでは350個の批評家レビューのうち99%が支持評価を下し、平均評価は10点中9.4点となった。サイトの批評家の見解は「『Parasite』はタイムリーな社会的テーマを多層的かつ見事に描いているが、ポン・ジュノ監督の作家性が強く刻印されている。」となっている。MetacriticのMetascoreは51個の批評家レビューに基づき、加重平均値は100点中96点となった。サイトは本作の評価を「世界的な絶賛」と示している。
ロサンゼルス・タイムズのジャスティン・チャンは『緊張感と驚き、そして、富裕層と貧困層の階級に対する怒りが込められているという点で、ジョーダン・ピールの『アス』と通じるところがある。」と評した。
ニューヨーク (雑誌)のビルゲ・エビリは『あなたはこの作品が一つのジャンルに収まることを望みますが、ジャンルは絶えず変わり続ける。まるで、本物の寄生虫が寄生相手を絶えず変えるように。 - 見終わった後も魅惑的なラスト・イメージが頭から離れない支配的な傑作になっている。』と評した。
ドナルド・トランプ大統領は韓国映画である本作がアカデミー作品賞を受賞したことを批判し、「『風と共に去りぬ』や『サンセット大通り』など他にグレートな映画がある」と文句をつけた。これに対してアメリカの配給のNEONは「わかります、字幕が読めないんですね」とTwitterでツイートした。

### 受賞
前述の通り、本作は第72回カンヌ国際映画祭で最高賞のパルム・ドールを受賞した。審査員長のアレハンドロ・ゴンザレス・イニャリトゥは「まったく先が読めない映画」「本作は様々なジャンルがミックスされており、切迫した事柄をユーモラスに描けている」と評し、他の審査員も本作を絶賛し、満場一致での受賞だったと明かした。
| 賞                                   | 日付                | 部門                         | 対象 | 結果       | 出典          |
| ------------------------------------ | ------------------- | ---------------------------- | --- | ---------- | ------------- |
| アカデミー賞                         | 2020年2月9日        | 作品賞                       | クァク・シネ、ポン・ジュノ | 受賞       | [ 67 ]        |
| アカデミー賞                         | 2020年2月9日        | 監督賞                       | ポン・ジュノ | 受賞       | [ 67 ]        |
| アカデミー賞                         | 2020年2月9日        | 脚本賞                       | ポン・ジュノ、ハン・チンウォン | 受賞       | [ 67 ]        |
| アカデミー賞                         | 2020年2月9日        | 国際長編映画賞               | ポン・ジュノ | 受賞       | [ 67 ]        |
| アカデミー賞                         | 2020年2月9日        | 美術賞                       | プロダクション・デザイン: イ・ハジュン セット・デコレーション: チョ・ウォンウ                                                                                    | ノミネート | [ 67 ]        |
| アカデミー賞                         | 2020年2月9日        | 編集賞                       | ヤン・ジンモ | ノミネート | [ 67 ]        |
| AACTA賞                              | 2019年12月4日       | アジア作品賞                 | 『パラサイト 半地下の家族』 | 受賞       | [ 68 ]        |
| AACTA国際賞                          | 2020年1月3日        | 作品賞                       | 『パラサイト 半地下の家族』 | 受賞       | [ 69 ]        |
| AACTA国際賞                          | 2020年1月3日        | 監督賞                       | ポン・ジュノ | ノミネート | [ 69 ]        |
| AACTA国際賞                          | 2020年1月3日        | 助演男優賞                   | ソン・ガンホ | ノミネート | [ 69 ]        |
| AACTA国際賞                          | 2020年1月3日        | 脚本賞                       | ポン・ジュノ、ハン・ジンウォン | ノミネート | [ 69 ]        |
| 青龍映画賞                           | 2019年11月21日      | 作品賞                       | 『パラサイト 半地下の家族』 | 受賞       | [ 70 ]        |
| 青龍映画賞                           | 2019年11月21日      | 監督賞                       | ポン・ジュノ | 受賞       | [ 70 ]        |
| 青龍映画賞                           | 2019年11月21日      | 主演男優賞                   | ソン・ガンホ | ノミネート | [ 70 ]        |
| 青龍映画賞                           | 2019年11月21日      | 主演女優賞                   | チョ・ヨジョン | 受賞       | [ 70 ]        |
| 青龍映画賞                           | 2019年11月21日      | 助演男優賞                   | パク・ミョンフン | ノミネート | [ 70 ]        |
| 青龍映画賞                           | 2019年11月21日      | 助演女優賞                   | イ・ジョンウン | 受賞       | [ 70 ]        |
| 青龍映画賞                           | 2019年11月21日      | 助演女優賞                   | パク・ソダム | ノミネート | [ 70 ]        |
| 青龍映画賞                           | 2019年11月21日      | 脚本賞                       | ポン・ジュノ、ハン・ジンウォン | ノミネート | [ 70 ]        |
| 青龍映画賞                           | 2019年11月21日      | 撮影・照明賞                 | ホン・ギョンピョ、キム・チャンホウ | ノミネート | [ 70 ]        |
| 青龍映画賞                           | 2019年11月21日      | 編集賞                       | ヤン・ジンモ | ノミネート | [ 70 ]        |
| 青龍映画賞                           | 2019年11月21日      | 作曲賞                       | チョン・ジェイル | ノミネート | [ 70 ]        |
| 青龍映画賞                           | 2019年11月21日      | 美術賞                       | イ・ハジュン | 受賞       | [ 70 ]        |
| 英国アカデミー賞                     | 2020年2月2日        | 作品賞                       | 『パラサイト 半地下の家族』 | ノミネート | [ 71 ]        |
| 英国アカデミー賞                     | 2020年2月2日        | 監督賞                       | ポン・ジュノ | ノミネート | [ 71 ]        |
| 英国アカデミー賞                     | 2020年2月2日        | 脚本賞                       | ポン・ジュノ、ハン・ジンウォン | 受賞       | [ 71 ]        |
| 英国アカデミー賞                     | 2020年2月2日        | 非英語作品賞                 | 『パラサイト 半地下の家族』 | 受賞       | [ 71 ]        |
| カンヌ国際映画祭                     | 2019年5月21日       | パルム・ドール               | ポン・ジュノ | 受賞       | [ 72 ] [ 73 ] |
| クリティクス・チョイス・アワード     | 2020年1月12日       | 作品賞                       | 『パラサイト 半地下の家族』 | ノミネート | [ 74 ]        |
| クリティクス・チョイス・アワード     | 2020年1月12日       | 監督賞                       | ポン・ジュノ | 受賞       | [ 74 ]        |
| クリティクス・チョイス・アワード     | 2020年1月12日       | 脚本賞                       | ポン・ジュノ、ハン・ジンウォン | ノミネート | [ 74 ]        |
| クリティクス・チョイス・アワード     | 2020年1月12日       | アンサンブル演技賞           | 『パラサイト 半地下の家族』 | ノミネート | [ 74 ]        |
| クリティクス・チョイス・アワード     | 2020年1月12日       | 美術賞                       | イ・ハジュン | ノミネート | [ 74 ]        |
| クリティクス・チョイス・アワード     | 2020年1月12日       | 編集賞                       | ヤン・ジンモ | ノミネート | [ 74 ]        |
| クリティクス・チョイス・アワード     | 2020年1月12日       | 外国語映画賞                 | 『パラサイト 半地下の家族』 | 受賞       | [ 74 ]        |
| 春史大賞映画祭                       | 2019年7月18日       | 監督賞                       | ポン・ジュノ | 受賞       | [ 75 ] [ 76 ] |
| 春史大賞映画祭                       | 2019年7月18日       | 主演男優賞                   | チェ・ウシク | ノミネート | [ 75 ] [ 76 ] |
| 春史大賞映画祭                       | 2019年7月18日       | 主演男優賞                   | ソン・ガンホ | ノミネート | [ 75 ] [ 76 ] |
| 春史大賞映画祭                       | 2019年7月18日       | 主演女優賞                   | チョ・ヨジョン | 受賞       | [ 75 ] [ 76 ] |
| 春史大賞映画祭                       | 2019年7月18日       | 助演男優賞                   | パク・ミョンホン | ノミネート | [ 75 ] [ 76 ] |
| 春史大賞映画祭                       | 2019年7月18日       | 助演女優賞                   | イ・ジョンウン | 受賞       | [ 75 ] [ 76 ] |
| 春史大賞映画祭                       | 2019年7月18日       | 脚本賞                       | ポン・ジュノ、ハン・ジンウォン | 受賞       | [ 75 ] [ 76 ] |
| ゴールデングローブ賞                 | 2020年1月5日        | 監督賞                       | ポン・ジュノ | ノミネート | [ 77 ]        |
| ゴールデングローブ賞                 | 2020年1月5日        | 脚本賞                       | ポン・ジュノ、ハン・ジンウォン | ノミネート | [ 77 ]        |
| ゴールデングローブ賞                 | 2020年1月5日        | 外国語映画賞                 | 『パラサイト 半地下の家族』 | 受賞       | [ 77 ]        |
| ハリウッド映画賞                     | 2019年11月3日       | フィルムメイカー賞           | ポン・ジュノ | 受賞       | [ 78 ]        |
| インディペンデント・スピリット賞     | 2020年2月8日        | 外国語映画賞                 | 『パラサイト 半地下の家族』 | 受賞       | [ 79 ] [ 80 ] |
| ロサンゼルス映画批評家協会賞         | 2020年1月11日       | 作品賞                       | 『パラサイト 半地下の家族』 | 受賞       | [ 81 ]        |
| ロサンゼルス映画批評家協会賞         | 2020年1月11日       | 監督賞                       | ポン・ジュノ | 受賞       | [ 81 ]        |
| ロサンゼルス映画批評家協会賞         | 2020年1月11日       | 助演男優賞                   | ソン・ガンホ | 受賞       | [ 81 ]        |
| ロサンゼルス映画批評家協会賞         | 2020年1月11日       | 脚本賞                       | ポン・ジュノ、ハン・ジンウォン | 次点       | [ 81 ]        |
| ロサンゼルス映画批評家協会賞         | 2020年1月11日       | 美術賞                       | イ・ハジュン | 次点       | [ 81 ]        |
| ナショナル・ボード・オブ・レビュー賞 | 2019年12月3日       | 外国語映画賞                 | 『パラサイト 半地下の家族』 | 受賞       | [ 82 ]        |
| 全米映画批評家協会賞                 | 2020年1月4日        | 作品賞                       | 『パラサイト 半地下の家族』 | 受賞       | [ 83 ]        |
| 全米映画批評家協会賞                 | 2020年1月4日        | 監督賞                       | ポン・ジュノ | 次点2位    | [ 83 ]        |
| 全米映画批評家協会賞                 | 2020年1月4日        | 助演男優賞                   | ソン・ガンホ | 次点3位    | [ 83 ]        |
| 全米映画批評家協会賞                 | 2020年1月4日        | 脚本賞                       | ポン・ジュノ、ハン・ジンウォン | 受賞       | [ 83 ]        |
| ニューヨーク映画批評家協会賞         | 2020年1月7日        | 外国語映画賞                 | 『パラサイト 半地下の家族』 | 受賞       | [ 84 ]        |
| 全米映画俳優組合賞                   | 2020年1月19日       | キャスト賞                   | チョ・ヨジョン、チェ・ウシク、チャン・ヘジン、 チョン・ヒョンジュン、チョン・ジソ、イ・ジョンウン、 イ・ソンギュン、パク・ミュンホン、パク・ソダム、ソン・ガンホ | 受賞       | [ 85 ]        |
| シドニー映画祭                       | 2019年6月5日 - 16日 | 作品賞                       | 『パラサイト 半地下の家族』 | 受賞       | [ 86 ] [ 87 ] |
| トロント国際映画祭                   | 2019年9月15日       | 観客賞                       | 『パラサイト 半地下の家族』 | 次点3位    | [ 88 ]        |
| 毎日映画コンクール                   | 2021年1月22日       | 外国映画ベストワン賞         | 『パラサイト 半地下の家族』 | 受賞       | [ 89 ]        |
| キネマ旬報ベスト・テン               | 2021年2月4日        | 外国映画ベスト・テン         | 『パラサイト 半地下の家族』 | 1位        | [ 90 ] [ 91 ] |
| キネマ旬報ベスト・テン               | 2021年2月4日        | 読者選出外国映画ベスト・テン | 『パラサイト 半地下の家族』 | 1位        | [ 90 ] [ 91 ] |
| キネマ旬報ベスト・テン               | 2021年2月4日        | 外国映画監督賞               | ポン・ジュノ | 受賞       | [ 90 ] [ 91 ] |
| キネマ旬報ベスト・テン               | 2021年2月4日        | 読者選出外国映画監督賞       | ポン・ジュノ | 受賞       | [ 90 ] [ 91 ] |
| 日本アカデミー賞                     | 2021年3月19日       | 最優秀外国作品賞             | 『パラサイト 半地下の家族』 | 受賞       | [ 92 ] [ 93 ] |
| ブルーリボン賞                       | 2021年2月24日       | 外国作品賞                   | 『パラサイト 半地下の家族』 | 受賞       | [ 94 ]        |

## ホームメディア
Blu-ray版とDVD版が日本では2020年7月22日にバップより発売された。なお、同日にはポン・ジュノ監督の過去作である「ほえる犬は噛まない」(初Blu-ray化)、「殺人の追憶」(4Kニューマスター版収録)、「母なる証明」(モノクロ版を収録)の3本を収めたBlu-ray BOX「ポン・ジュノ傑作選 Blu-ray BOX」(TCBD-0973)がTCエンタテインメントより発売された。
- パラサイト 半地下の家族 [Blu-ray]（VPXU-71816、2枚組、2020年7月22日発売）
- パラサイト 半地下の家族 [DVD]（VPBU-14033、1枚組、2020年7月22日発売）

また、配信についてはTVOD（都度課金）は2020年6月19日にAmazon Prime Videoにて独占先行レンタル・購入配信を開始し、7月3日よりその他の各VODサービスで順次配信された。SVOD（定額制）は2021年1月1日にNETFLIX、TELASA(TELASAは1月31日まで)にて配信が開始された。NETFLIXではモノクロ版、TELASAでは町山智浩による音声解説がそれぞれ独占配信された。

## テレビ放送
テレビ初放送は2020年11月7日20時からWOWOWシネマで放送された。放送当日にはポン・ジュノ監督長編全作、「TOKYO!」、本作のモノクロ版を放送する特集「「パラサイト 半地下の家族」独占初放送!ポン・ジュノ監督特集」が放送された。また、2021年3月1日に開局されたWOWOW 4Kの4K映画コンテンツの第1弾として本作が放送された。
地上波初放送は2021年1月8日に日本テレビ系『金曜ロードSHOW!』にて番組オリジナルの吹き替え版で放送された。また、金曜ロードSHOW!35周年記念作品として放送されたため、オープニングは初代の「フライデー・ナイト・ファンタジー」が使用された。
| 回数 | テレビ局     | 番組名（放送枠名） | 放送日             | 放送時間      | 放送分数 | 吹替版       | 視聴率 | 備考                        |
| ---- | ------------ | ------------------ | ------------------ | ------------- | -------- | ------------ | ------ | --------------------------- |
| 1    | 日本テレビ   | 金曜ロードSHOW!    | 2021年1月8日(金)   | 21:00 - 23:34 | 154分    | 日本テレビ版 | 10.3%  | 地上波初放送 本編ノーカット |
| 2    | BSテレビ東京 | シネマスペシャル   | 2021年9月26日(日)  | 19:00~21:55   | 175分    | BSテレ東版   |        | 本編ノーカット              |
| 3    | テレビ東京   | シネマスペシャル   | 2022年12月29日(木) | 24:50-27:30   | 160分    | BSテレ東版   | 1.2%   | 本編ノーカット              |

- 視聴率はビデオリサーチ調べ、関東地区・世帯・リアルタイム。

## その他
この『パラサイト 半地下の家族』を観賞した観客らから、インド映画『MINSARA  KANNNA（ミンサラ・カンナ）』(Minsara Kanna)に似ているという指摘があがっていると報じられた。
『MINSARA KANNNA』の制作会社は、『パラサイト 半地下の家族』が『MINSARA KANNNA』から内容を盗作した可能性があるとしている。
非英語圏の作品賞受賞に日本映画の作品賞の可能性の声が増えたが、韓国映画界に詳しい深田晃司監督は「映画製作だけでなく、配給や宣伝にも助成金を支給するなど、韓国には海外での興行を見据えた手厚いサポートがある。そこが内向きな日本映画界との違いであり、韓国映画の粘り強さにつながっている」とみている。

### ジャージャーラーメン

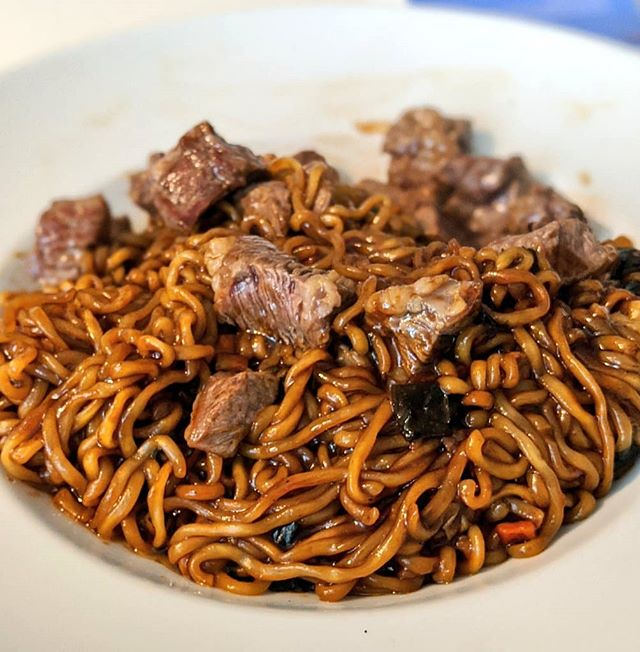
牛肉入りチャパグリ

登場人物が作る料理は日本語吹き替えでは「ジャージャーラーメン」、日本語字幕では「ジャージャー麺」と訳されたが、実際は2種類のインスタント麺を合わせた料理「チャパグリ」として描かれている。「チャパグリ」とは、農心が発売するインスタント麺製品であるチャパゲティ（韓国式ジャージャー麺、すなわちチャジャンミョン）とノグリ（旨辛ラーメン）の合成語である。吹き替えにおける「ジャージャーラーメン」も実質的に2種類の麺を合わせた名前（ジャージャー麺＋ラーメン）となっている。
韓国在住のアメリカ人ダーシー・パケットが、ポンと直接やりとりをしながら、韓国版のシナリオをもとに英語字幕に翻訳をした。ダーシーは韓国映画の大ファンで、自身の妻も韓国人であったが、「チャパグリ」に上手く対比する英字幕が思いつかず、ラーメン＋うどんの造語「ラムドン」にしたという。ポンはこれに対し「韓国特有の難しい固有名詞が多く出る中、ダーシーは素晴らしい仕事をしてくれた」と語っている。

### ジェシカソング（「独島は我が領土」替え歌）問題
公開後、劇中で登場人物（ジェシカ：ギジョンの偽名）が口ずさむ歌、通称「ジェシカソング」が「独島は我が領土」という韓国の歌謡曲の替え歌であることが判明し、物議を醸した。この元となった歌謡曲は日本が領有権を主張するものの韓国によって不法占拠されている島根県の竹島（韓国名独島）の領有を主張する歌であり、韓国では有名な反日的な愛国主義の歌である。韓国メディアでは物議を醸すような歌が使われたことがいち早く指摘され、「反日表現で気分が良くない」といった意見もあると報じられた。
このジェシカソングについては、2020年2月20日に行われた文在寅大統領主催の昼食会の場で取り上げられたことで、日本でも報じられるようになった。記者団の前で文大統領が「ジェシカソングのメロディーや歌詞は誰が決めたのですか？」と尋ね、ジェシカ役のパク・ソダムが「監督が…」と伝えると、ポン・ジュノ監督は「日本の観客もあれを歌うらしいですね」と発言し、会場は笑いに包まれた。
FNN.jpプライムオンラインは「出席者の真意は分からないが、「独島は我が領土」の替え歌を、知ってか知らずか日本人の観客が歌っているとして日本の観客を嘲笑したようにも見える。もしくは、日本人の観客が「独島」の歌を歌う事に痛快さを感じたのかもしれない。そうでなければ、一同が大声で笑う理由が分からない。」と批判的に報じた。また、文春オンラインもこの昼食会でのやり取りについて「日本側の不快感を招いた」と批判的に報じている。

## 舞台
日本で『パラサイト』のタイトルで舞台化され、2023年6月より東京・大阪で上演された。1990年代の関西を舞台にする。
日程
- 2023年6月5日 - 7月2日[注釈 5]、THEATER MILANO-Za
- 2023年7月7日 - 17日、新歌舞伎座

キャスト
- 金田文平 - 古田新太
- 金田純平 - 宮沢氷魚
- 金田美姫 - 伊藤沙莉
- 金田福子 - 江口のりこ
- 安田玉子 - キムラ緑子
- 安田春生[注釈 6] - みのすけ
- 永井慎太郎 - 山内圭哉
- 永井繭子 - 恒松祐里
- 永井千代子 - 真木よう子

スタッフ
- 台本・演出 - 鄭義信
- プロデューサー - 李鳳宇

## 将来の計画

### ドラマ化（※制作中止）
映画版がアカデミー賞を受賞したほぼ同時期にアメリカでドラマ化され、HBO Maxで配信される計画があった。リミテッドシリーズとして製作され、全5〜6話構成となる予定だった。
製作：HBO 製作総指揮：ポン・ジュノ、アダム・マッケイ
マッケイは『本編と同じユニバースで、同じ世界を舞台にしたオリジナルストーリー』であると証言していた。
しかし、ポン・ジュノがドラマ版『スノーピアサー』の制作に取り掛かった事から、事実上立ち消えとなった。